# 盛力会
盛力会（せいりきかい）は、大阪市中央に本部を置いていた暴力団で、指定暴力団山口組の二次団体。2009年に解散した。

## 略歴
解散した盛力会の地盤を盛力会副会長の飯田倫功が引き継ぎ、倭和会を結成し、六代目山口組直参となった。 

## 最高幹部
- 会長・盛力健児（本名は平川茂。六代目山口組若中[1]）